# سيرا إنجاركيران
بلدية سيرا إنجاركيران (بالإسبانية: Sierra Engarcerán)‏، هي إحدى بلديات مقاطعة كاستيلون التي تقع في منطقة بلنسية، في شرق إسبانيا.
يبلغ عدد سكانها 1.069 نسمة وفقاً لإحصائية سنة (2006).